# Bohušovická rovina
Bohušovická rovina je geomorfologický okrsek v severozápadní části Terezínské kotliny, ležící v okrese Litoměřice v Ústeckém kraji.

## Poloha a sídla
Území okrsku se nachází zhruba mezi sídly Malé Žernoseky (na severozápadě), Litoměřice (na severu), Terezín (na východě) a Brozany nad Ohří (na jihu). Zcela uvnitř okrsku leží města Lovosice a titulní Bohušovice nad Ohří.
Okrsek zahrnuje Přírodní park Dolní Poohří.

## Geomorfologické členění
Okrsek Bohušovická rovina (dle značení Jaromíra Demka VIB–1C–1) náleží do celku Dolnooharská tabule a podcelku Terezínská kotlina.
Podrobnější členění Balatky a Kalvody uvádí Bohušovickou rovinu jen jako podokrsek okrsku Lovosická kotlina (zbývající okrsek je zde Roudnická brána).
Rovina sousedí s dalšími okrsky Dolnooharské tabule (Oharská niva na východě až jihu a Klapská tabule na jihozápadě). Dále sousedí s celky České středohoří na západě až severu a Ralská pahorkatina na severovýchodě.